# Albert McCaffrey
Albert McCaffrey   (Albion Township, 11 d'abril de 1894 - Toronto, 15 d'abril de 1955) va ser un jugador d'hoquei sobre gel canadenc que va competir durant les dècades de 1920 i 1930.
Jugà set temporades a la National Hockey League, amb els Toronto St. Pats, Toronto Maple Leafs, Pittsburgh Pirates i Montreal Canadiens. El 1930 guanyà la Stanley Cup amb els Montreal Canadiens.
Abans de jugar com a professional havia jugat vuit temporades a lliga de l'Ontario Hockey Association, quatre d'elles amb els Toronto Granites, amb qui guanyà dues Allan Cups, el 1922 i 1923. El 1924 va prendre part en els Jocs Olímpics de Chamonix, on guanyà la medalla d'or en la competició d'hoquei sobre gel.